# Bošáca
Bošáca és un poble i municipi d'Eslovàquia que es troba a la regió de Trenčín.

## Història
La primera menció escrita de la vila es remunta al 1380.

## Demografia
| Godina             | 1994 | 2004   | 2014   | 2024   |
| ------------------ | ---- | ------ | ------ | ------ |
| Nombre de persones | 1367 | 1342   | 1393   | 1321   |
| Diferència         |      | −1,82% | +3,80% | −5,16% |

| Godina             | 2023 | 2024   |
| ------------------ | ---- | ------ |
| Nombre de persones | 1334 | 1321   |
| Diferència         |      | −0,97% |